# Іст-Гранд-Форкс (Міннесота)
Іст-Гранд-Форкс (англ. East Grand Forks) — місто (англ. city) в США, в окрузі Полк штату Міннесота. Населення — 9176 осіб (2020).

## Географія
Іст-Гранд-Форкс розташований за координатами 47°55′42″ пн. ш. 97°0′50″ зх. д. / 47.92833° пн. ш. 97.01389° зх. д. (47.928307, -97.013757).  За даними Бюро перепису населення США в 2010 році місто мало площу 15,30 км², уся площа — суходіл.

## Демографія
Згідно з переписом 2010 року, у місті мешкала 8601 особа в 3488 домогосподарствах у складі 2258 родин. Густота населення становила 562 особи/км².  Було 3626 помешкань (237/км²).
Расовий склад населення:
| - 91,1 % — білих - 1,8 % — корінних американців - 1,3 % — чорних або афроамериканців - 0,6 % — азіатів - 2,4 % — осіб інших рас |

До двох чи більше рас належало 2,9 %. Частка іспаномовних становила 6,5 % від усіх жителів.
За віковим діапазоном населення розподілялося таким чином: 25,8 % — особи молодші 18 років, 60,9 % — особи у віці 18—64 років, 13,3 % — особи у віці 65 років та старші. Медіана віку мешканця становила 35,0 року. На 100 осіб жіночої статі у місті припадало 96,7 чоловіків;  на 100 жінок у віці від 18 років та старших — 93,8 чоловіків також старших 18 років.
Середній дохід на одне домашнє господарство  становив 65 203 долари США (медіана — 55 590), а середній дохід на одну сім'ю — 84 687 доларів (медіана — 79 554). Медіана доходів становила 49 754 долари для чоловіків та 37 257 доларів для жінок. За межею бідності перебувало 10,6 % осіб, у тому числі 9,2 % дітей у віці до 18 років та 10,6 % осіб у віці 65 років та старших.
Цивільне працевлаштоване населення становило 4539 осіб. Основні галузі зайнятості: освіта, охорона здоров'я та соціальна допомога — 27,2 %, роздрібна торгівля — 12,3 %, виробництво — 11,6 %.